# 蓝铜矿
蓝铜矿（英語：Azurite），又称石青，是一种柔软的深蓝色含铜矿物，由铜矿床风化而成。它是一种碱式碳酸盐，化学式为Cu3(CO3)2(OH)2，自古以来就为人所知。在老普林尼的博物志中以希腊语（kuanos，意為“深蓝色”，英文cyan的词根）和拉丁语caeruleum的名称出现。自古以来，蓝铜矿的蓝色就与低湿度沙漠和冬季天空有关。它的英文名和天蓝色Azure都来源于阿拉伯语的蓝色（lazhward），该地区以另一种深蓝色岩石青金岩的沉积而闻名。

## 地质学

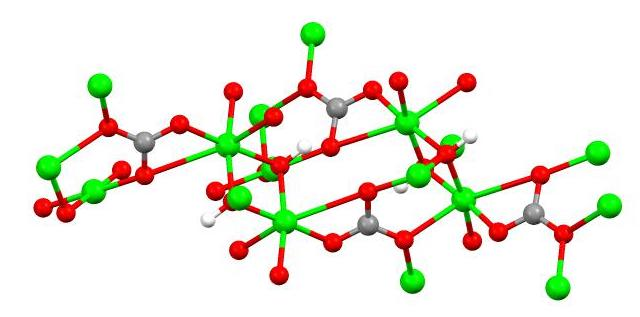
蓝铜矿的化学结构。颜色代码：红色 = O，绿色 = Cu，灰色 = C，白色 = H)

蓝铜矿的化学式为Cu3(CO3)2(OH)2，其中铜(II)阳离子与两种不同的阴离子碳酸根和氢氧根相连。它是两种比较常见的碱式铜碳酸盐矿物之一，另一种是亮绿色的孔雀石。绿铜锌矿是一种稀有的含铜和锌的碱式碳酸盐。简单的碳酸铜(CuCO3) 尚未知是否在自然界中存在，因为Cu2+
对氢氧根离子OH−
有高亲和力。
蓝铜矿以单斜晶系结晶。大晶体呈深蓝色，通常呈棱柱状。蓝铜矿标本可以是块状到结节状，也可以作为衬在空腔内的晶簇出现。
蓝铜矿质地柔软，莫氏硬度只有3.5到4。蓝铜矿的比重为3.77。蓝铜矿受热分解，会失去二氧化碳和水，形成黑色氧化铜粉末。由于碳酸盐的特性，样品用盐酸处理后会起泡。当用盐酸润湿时，深蓝色和泡腾的组合是矿物的特征。

### 颜色
蓝铜矿和孔雀石等矿物的光学特性（颜色、强度）是铜(II)的特征。铜(II)的许多配合物呈现出相似的颜色。根据晶体场理论，颜色来自与d9金属中心相关的低能量d-d跃迁。

### 风化
与孔雀石相比，蓝铜矿在露天环境中不稳定，并且经常被孔雀石假象取代。这种风化过程涉及用水 (H2O）替换一些二氧化碳（CO2) ，将蓝铜矿的碳酸根:氢氧根比例从1:1转化为孔雀石的1:2比例：
2 Cu3(CO3)2(OH)2 + H2O → 3 Cu2(CO3)(OH)2 + CO2
由上式可知，蓝铜矿转化为孔雀石是由于空气中二氧化碳的分压低。
蓝铜矿在普通储存条件下相当稳定，因此标本可长时间保持其深蓝色。

### 發現
蓝铜矿与其伴生矿物孔雀石在相同的地质环境中被发现，尽管它通常不那么丰富。这两种矿物作为表生铜矿物广泛存在，形成于铜矿床的氧化带中。在这里，它们与赤铜矿、自然铜和各种氧化铁矿物有关。

## 用途

### 颜料
蓝铜矿在空气中不稳定。然而，它在古代被用作蓝色颜料。蓝铜矿天然存在于西奈半岛和埃及东部沙漠。在美杜姆第四王朝（公元前2613年至公元前2494年）背景下用作托盘的贝壳，在美杜姆第五王朝（公元前2494年至公元前2345年）木乃伊脸上的布，以及一些第十八王朝（公元前1543-1292年）的壁画。根据研磨的细度和碳酸铜的基本含量，会产生各种广泛的蓝色。当与油混合时，它会变成微绿色。当与蛋黄混合时，它会变成绿灰色。由于会风化成孔雀石，较早的蓝铜矿颜料可能会显示出更绿色的色调。作为中世纪绘画的化学分析改进后，蓝铜矿被认为是中世纪画家使用的蓝调的主要来源。青金石（群青）在中世纪主要从阿富汗供应，而当时在欧洲，蓝铜矿是一种常见的矿物。在法国里昂附近发现了大量矿床。自12世纪以来，它就在萨克森州的银矿中开采。
如琴尼诺·琴尼尼所述，加热可用于区分蓝铜矿与纯化的天然群青。群青耐热，而蓝铜矿会转化为黑色氧化铜。然而，对蓝铜矿温和加热会产生用于日本绘画技术的深蓝色颜料。
蓝铜矿颜料可以通过从氯化铜与石灰（氢氧化钙）的溶液中沉淀氢氧化铜并用碳酸钾和石灰的浓缩溶液处理沉淀物来合成。这种颜料可能含有痕量的碱式氯化铜。

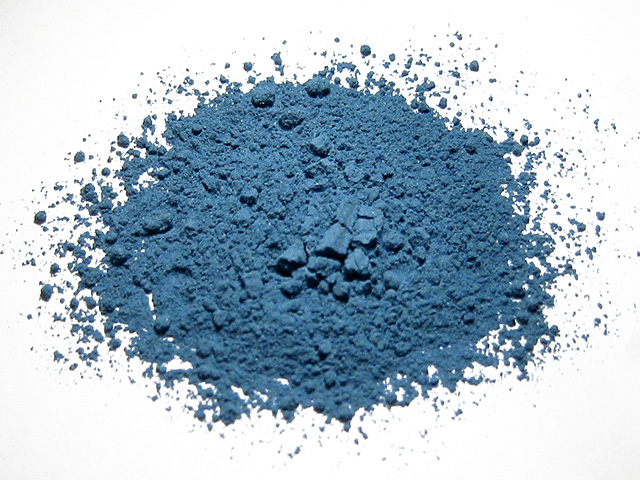
用作颜料的磨碎蓝铜矿
小汉斯·霍尔拜因的《带松鼠的女士》的背景是用蓝铜矿绘制的
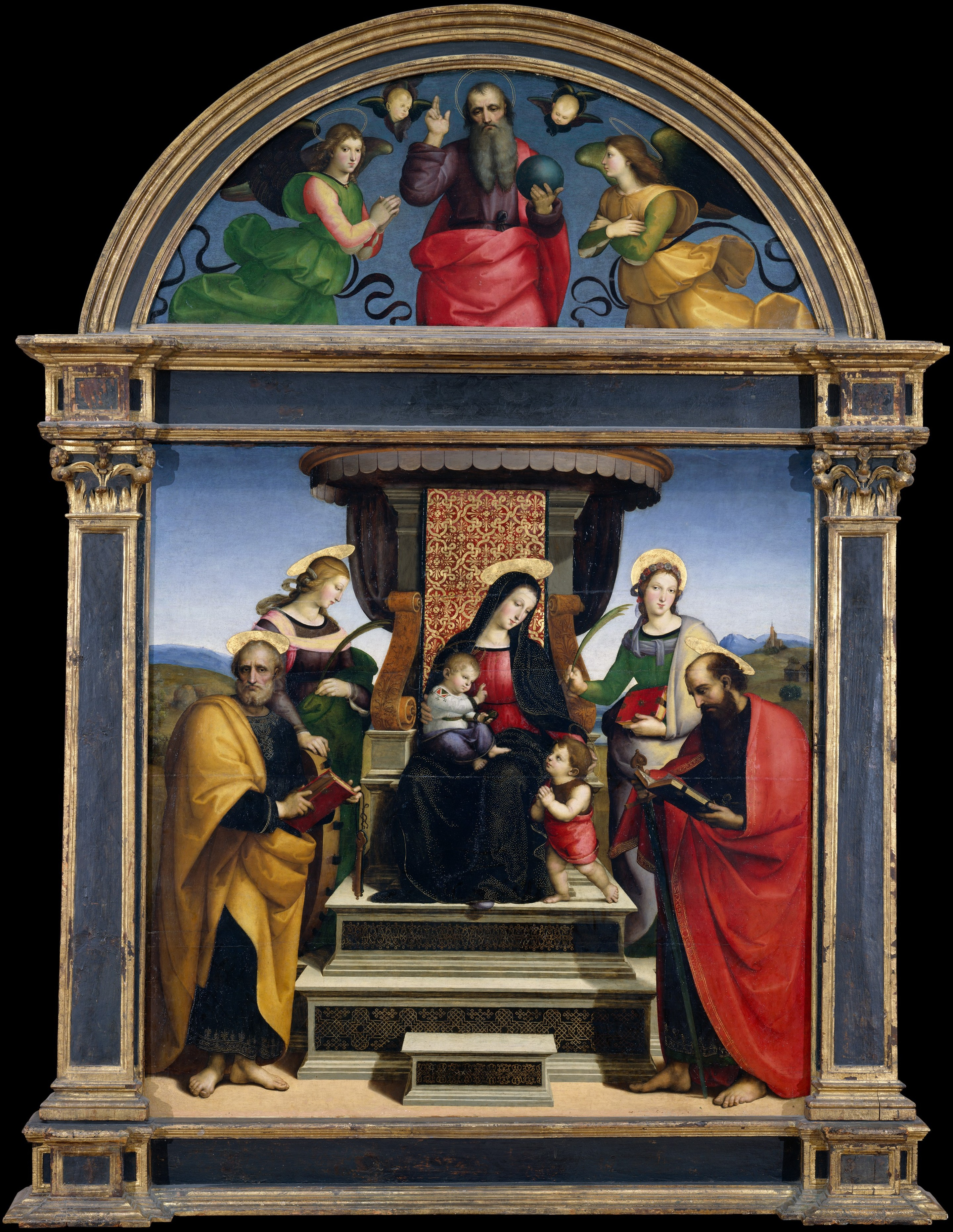
拉斐尔的《麦当娜与圣徒登基》中麦当娜的披风呈绿色是因為蓝铜矿风化成孔雀石

### 珠宝
蓝铜矿偶尔用作珠宝的珠子，也用作观赏石。然而，它的柔软性和随着风化而失去深蓝色的趋势使其用途较少。加热很容易破坏蓝铜矿，因此所有蓝铜矿样品的镶嵌都必须在室温下进行。

### 收藏
蓝铜矿的强烈颜色使其成为一种受欢迎的收藏宝石。必须小心保护标本免受强光、高温和露天环境的影响，以随着时间的推移保持其颜色强度，这一概念可能是一个都市传说。史密森学会前宝石和矿物馆长Paul E. Desautels曾写道，蓝铜矿在普通储存条件下是稳定的。

### 勘探
虽然不是铜本身的主要矿石，但蓝铜矿的存在是风化硫化铜矿石存在的良好表面指标。它通常与化学性质相似的孔雀石结合使用，产生深蓝色和亮绿色的醒目颜色组合，强烈表明存在铜矿石。

## 圖集

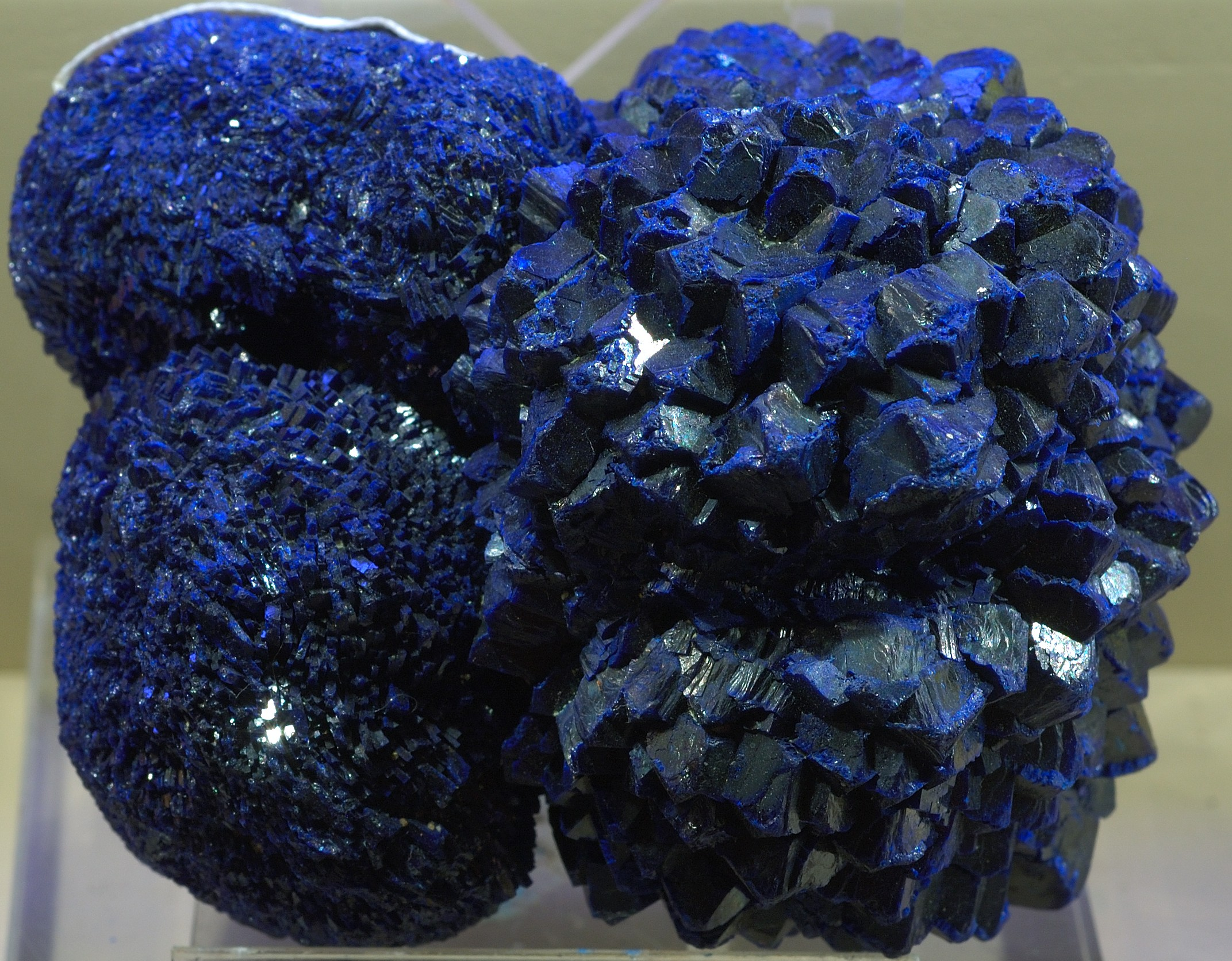
来自中国的蓝铜矿晶体
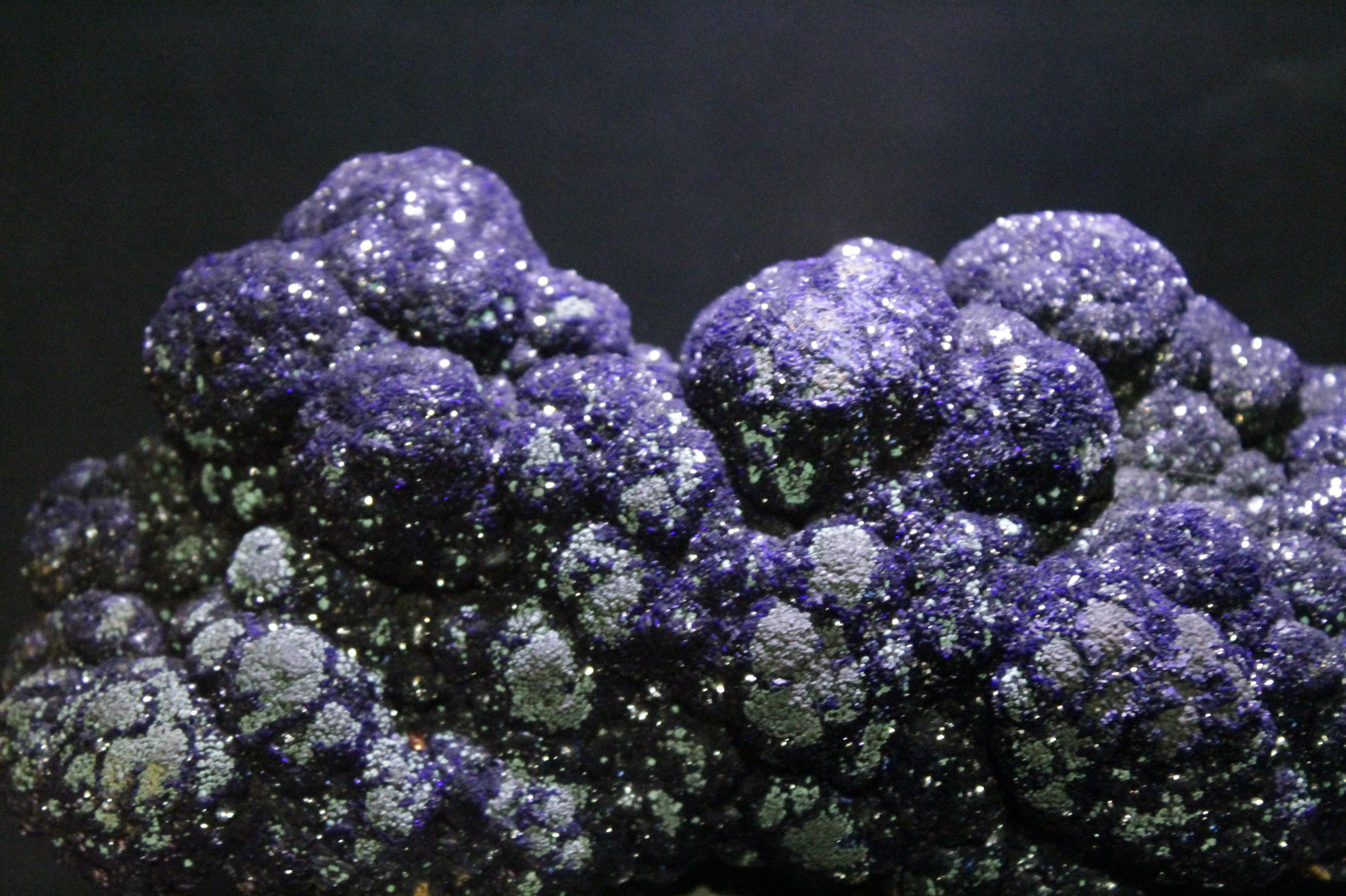
来自亚利桑那州的蓝铜矿，由约翰·亨特博士于 18 世纪收藏，格拉斯哥亨特博物馆
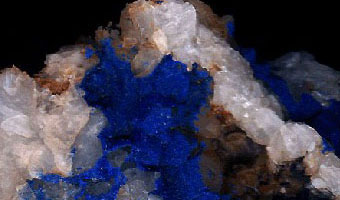
新鲜、未风化的蓝铜矿晶体呈现出未改变的蓝铜矿的深蓝色。来自斯洛伐克斯帕尼亚多利纳
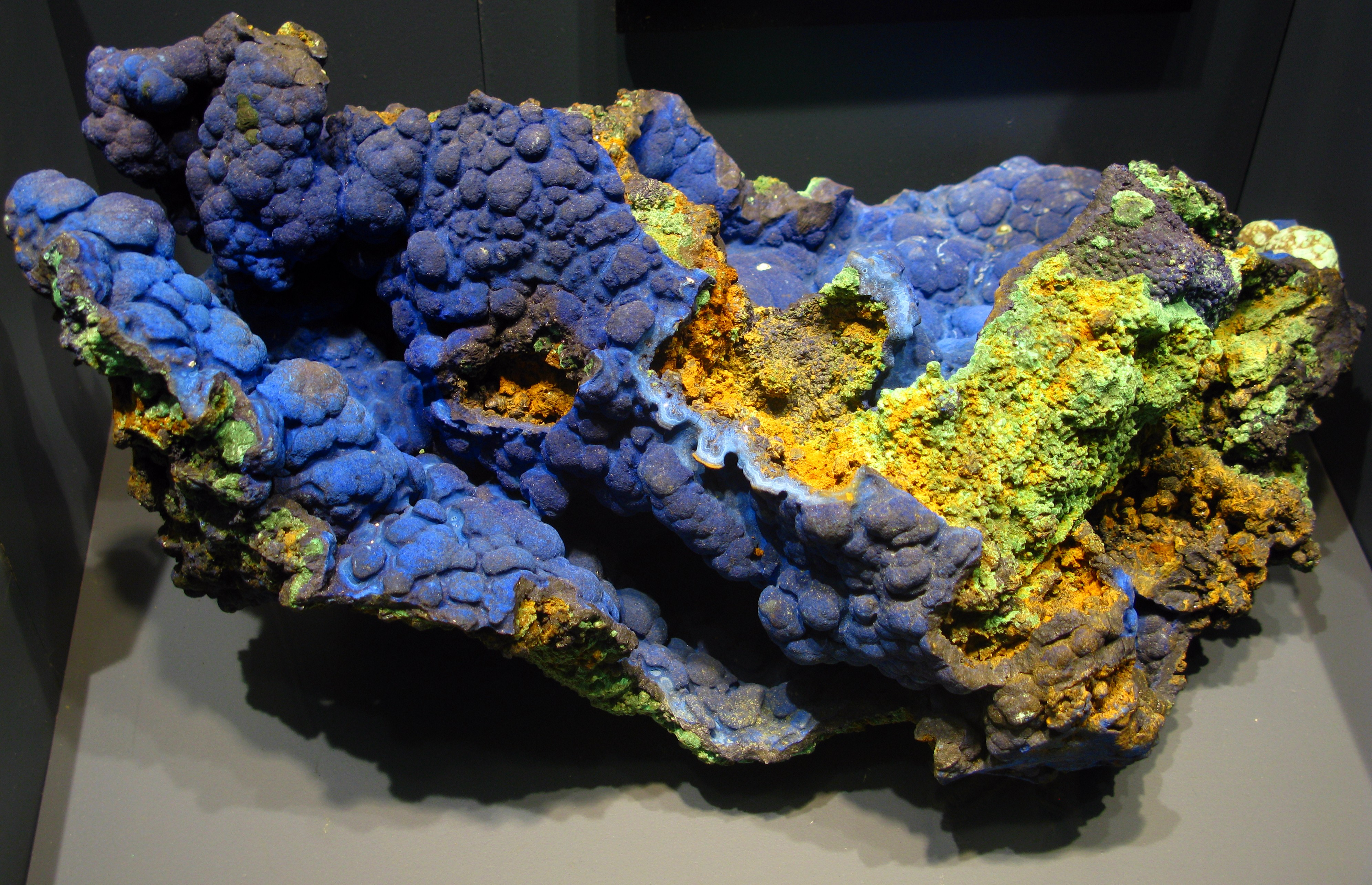
蓝铜矿与孔雀石，铜皇后矿，比斯比，亚利桑那州
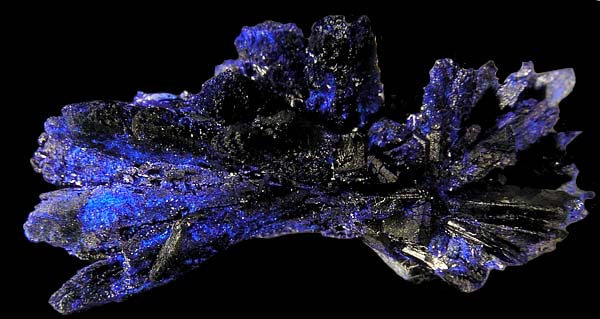
来自摩洛哥图伊西特的蓝铜矿
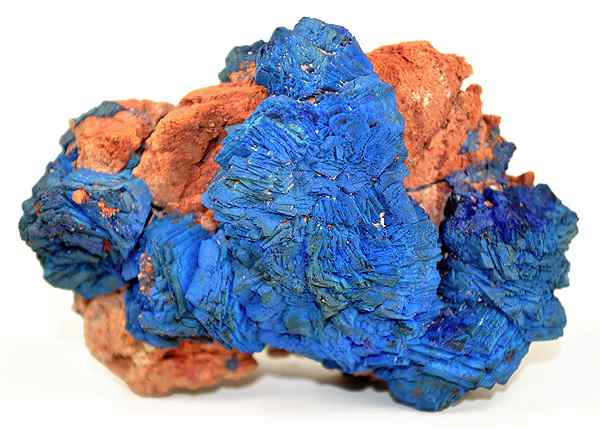
蓝铜矿，莫伦西，亚利桑那州
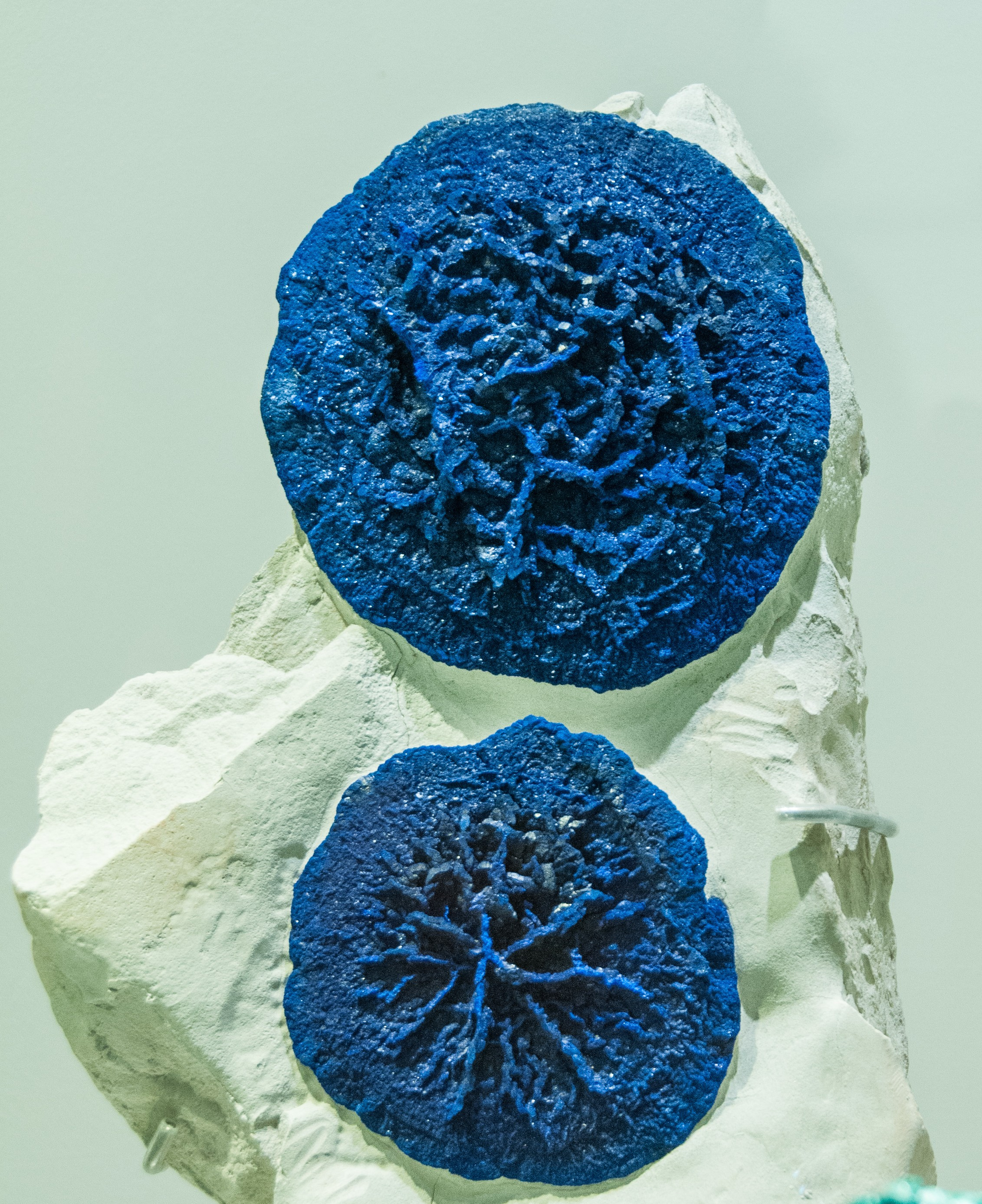
澳大利亚北领地Malbunka矿粉砂岩中的蓝铜矿
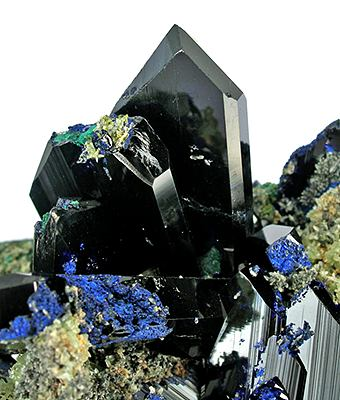
来自纳米比亚楚梅布的蓝铜矿
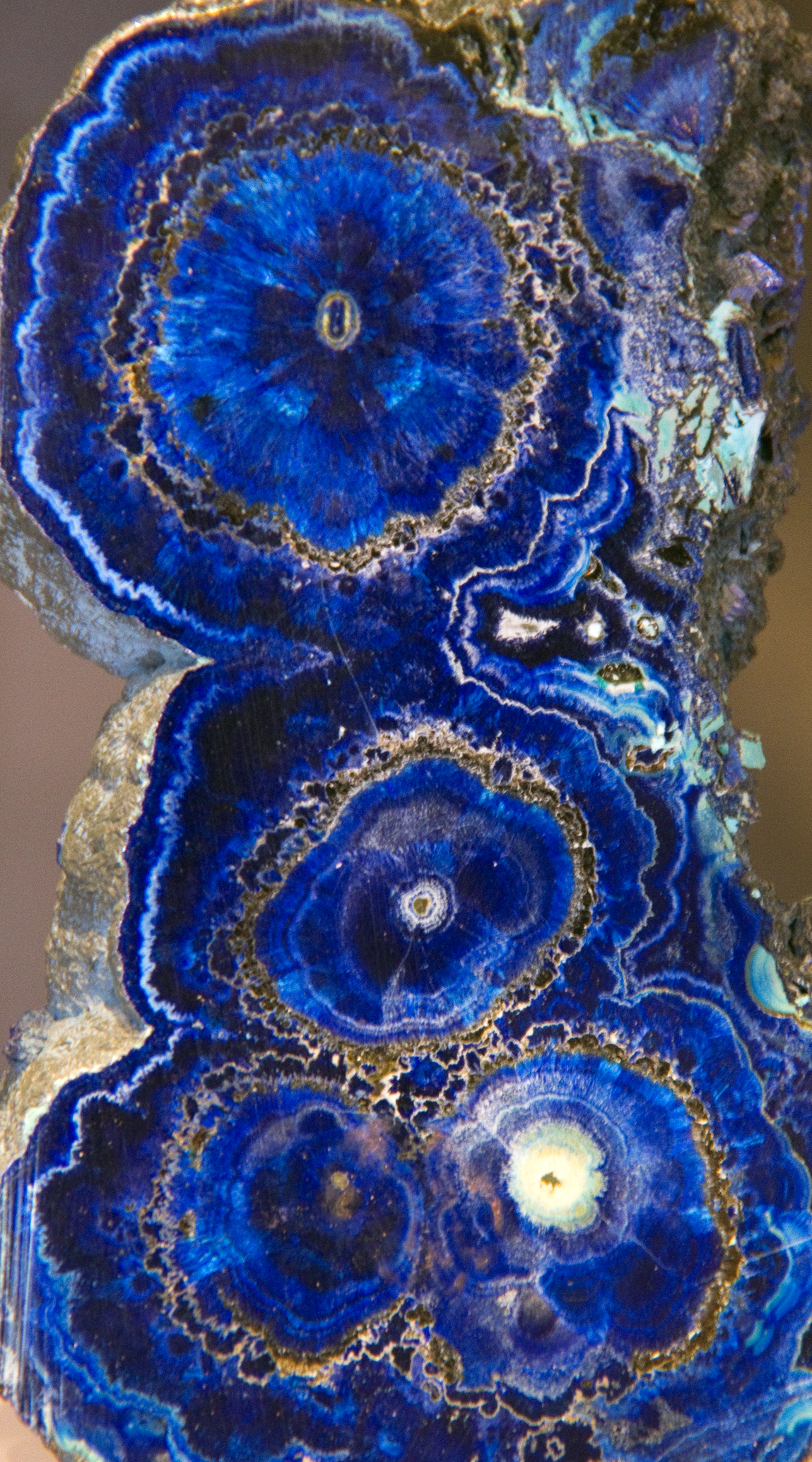
蓝铜矿，与钟乳石合并的横截面，亚利桑那州比斯比
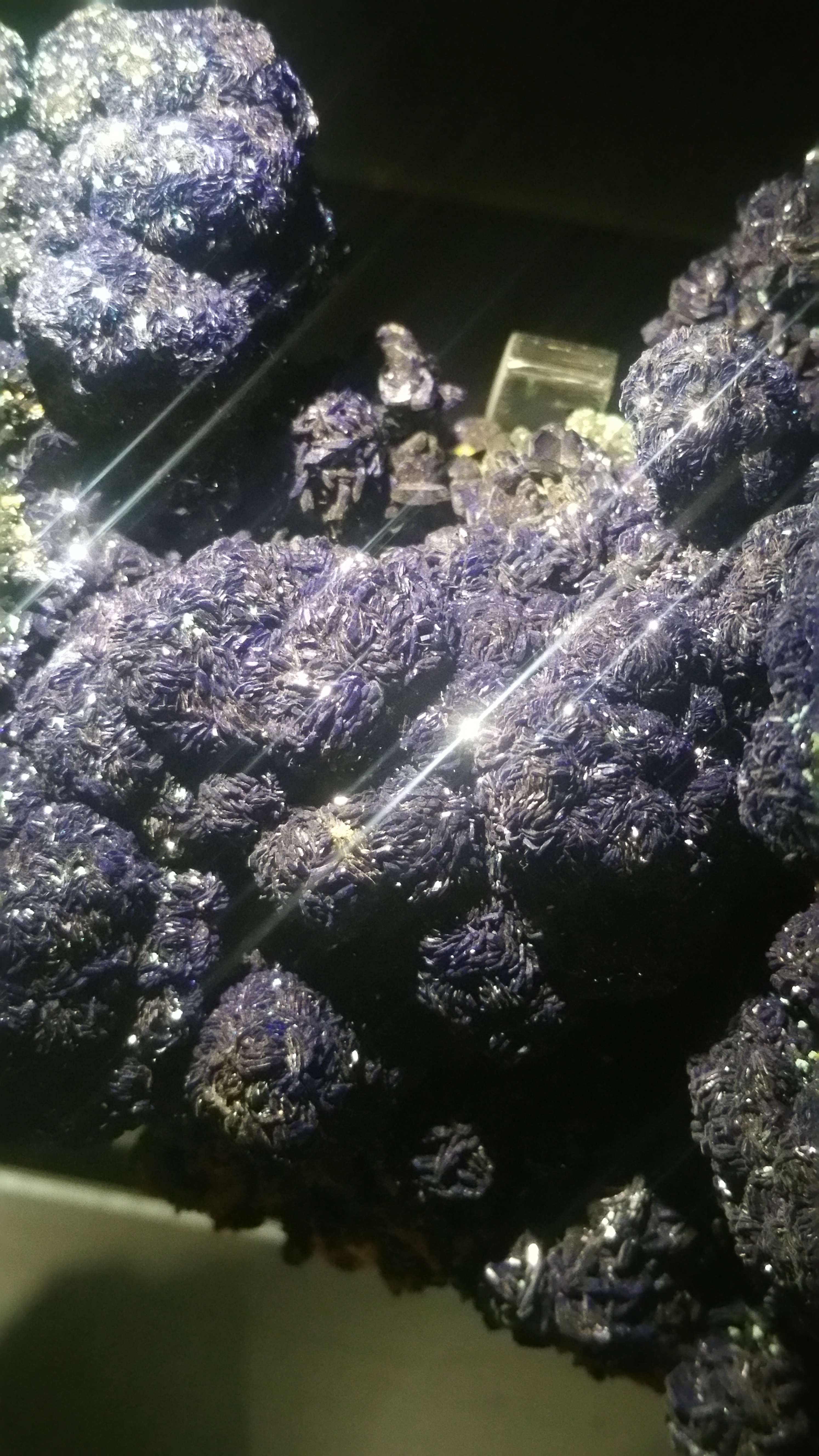
蓝铜矿晶体，来自伦敦自然历史博物馆的矿物收藏。
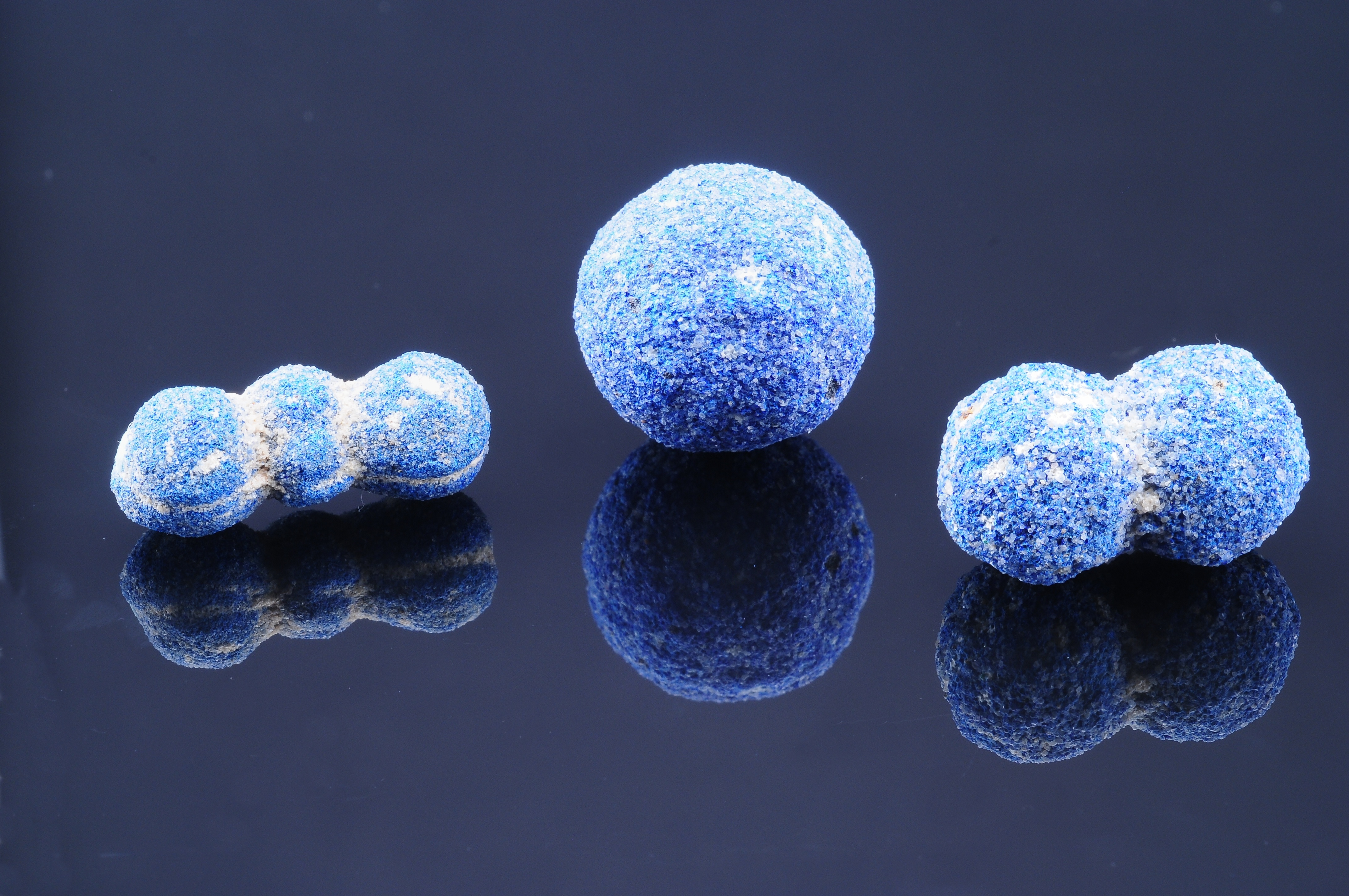
来自犹他州的球状蓝铜矿标本